# Röszkei zavargás
A röszkei zavargás során 2015. szeptember 16-án a település 5-ös főút menti, ún. régi közúti határátkelőhelyénél erőszakba torkolló összecsapás történt a migránsok és a határátkelőt védő magyar rendőrök között, melynek során több száz ember sebesült meg.

## Előzmények
2015 első felében az afrikai és közel-keleti politikai és katonai konfliktusok miatt (líbiai polgárháború, szíriai polgárháború, Iszlám Állam) jelentősen megnőtt a Magyarországra és rajta keresztül az Európába érkező migránsok száma. A magyar kormány 2015. június 17-i döntése értelmében július 13. és szeptember 14. között a magyar–szerb zöldhatáron műszaki határzár épült, melynek átlépése, megrongálása a szeptember 15-én hatályba lépett 2015. évi CXL. törvény értelmében bűncselekménynek minősül, és szabadságvesztéssel, illetve kiutasítással büntetendő.

## Helyszín
A Szegedtől délnyugatra fekvő Röszke térségében két határátkelőhely is van Magyarország és Szerbia között. Az átépítés után 2015. július 31-én újranyitott régebbi az 5-ös főúton, az újabb az M5-ös autópályán található. A két határátkelő egymástól 2-300 méterre van. A zavargás helyszíne az 5-ös főút mentén lévő régi határátkelőhely volt.

## Összecsapás
Szeptember 15-én reggelig kb. 300-400 migráns gyűlt össze a Röszke–Horgos régi határátkelőhely szerb oldalán. A magyar rendőrség biztonsági okokból délben lezárta az átkelőt, mert a szerb oldalon a feltorlódott csoport elzárta a közutat, így a járműforgalom zavartalansága nem volt biztosítható. Este Nebojša Stefanović szerb belügyminiszter a helyszínen megígérte a migránsoknak, hogy tárgyalni fog magyar kollégáival a helyzet kezeléséről, és hozzátette, reméli, hogy csupán 48 órás lezárásról van szó.
Szeptember 16-án délelőtt már több ezren sátraztak le a közúti és az autópálya-határátkelő közötti területen és a környéken. Dél körül a migránsok ultimátumot adtak a rendőröknek, hogy vagy beengedik őket, vagy áttörik a kaput.
Délután fél három körül egy pár száz fős csoport hangosan követelni kezdte, hogy engedjék be őket Magyarországra. A háromszoros sorfalban álló rendőrök és terrorelhárítók arabul próbálták megnyugtatni a tömeget, de sikertelenül. A demonstráció hamarosan erőszakossá vált: néhány agresszív hangadó vezetésével a szerb oldalon a migránsok áttörték a határt lezáró kaput, ezért könnygázzal fújták le őket, mire válaszul a támadók kődarabokkal, botokkal, betondarabokkal és a segélyszervezetek által odavitt vizespalackokkal dobálták a határzár vonalán felsorakozott rendőröket. A rendőrség könnygázt, valamint vízágyút használt, míg a támadók autógumikat gyújtottak fel és a közeli melléképületek tetejéről dobálták őket.
Időközben több száz migráns indult el rohanva – csomagjaikat, sátraikat, élelem- és vízkészleteiket hátrahagyva – az új röszkei átkelőtől az összetűzés helyszínére, mert úgy értesültek, hogy ott kinyitották a határt. A szerb rendőrök nem intézkedtek, hagyták, hogy a támadók minden kezük ügyébe akadó tárggyal dobálják a rendőröket. Fél hat körül a migránsok mintegy ezerfős tömege a röszkei oldalon is áttörte a kaput és benyomult magyar területre. A tüntetők gyermekeket és nőket is maguk elé állítva használtak pajzsként. A rendőrök, készenlétisek, TEK-esek könnygázzal védekeztek, majd visszaszorították a támadókat. 18:20-kor a helyszínre érkezett 100 szerb rendőr, akik hátrább terelték a migránsokat. A feszültség hét óra körül kezdett lecsillapodni.
Pintér Sándor magyar belügyminiszter a közbiztonság védelme érdekében 30 napos részleges határzárat rendelt el a Röszke–Horgos közúti határátkelőhelyen és a Röszke–Horgos autópálya határátkelőhelyen. Az utóbbit szeptember 20-án a nemzetközi tranzit, a gazdasági együttműködés, valamint a határsávban élők mozgásának biztosítása érdekében feloldották.

## Családegyesítés
Az összecsapás során magyar területre átjutott öt személyt (asszonyokat és gyerekeket) a Készenléti Rendőrség parancsnoka a tranzitzónán keresztül Szerbiába kísérte és kérte az ott tartózkodó Aleksandar Vulin szerb szociális minisztert, hogy gondoskodjon arról, hogy a három család visszajusson a hozzátartozóihoz.
Az érintetteknek és családtagjaiknak felajánlották, hogy lehetőségük van Magyarországon kedvező elbírálású menedékkérelem benyújtására, de ők erre nem tartottak igényt.

## Sebesültek
Az incidensben húsz rendőr sebesült meg, közülük ketten súlyosan, őket kórházba szállították. Az akció során tisztázatlan körülmények között mintegy tizenöt-húsz újságíró is megsebesült. A migránsok közül körülbelül háromszázan szereztek sérülést, köztük két gyerek is.
Lengyel, szlovák, ausztrál, szerb és svájci újságírók arról számoltak be, hogy bántalmazták, illetve őrizetbe vették őket a magyar rendőrök. Az ORFK hivatalos közleményben tagadta ezt: „...a rendőrség nem »vert meg« senkit (...) A médiatartalom-szolgáltatók munkatársai saját felelősségükre maradtak olyan területen, ahol a rendőrség – az erre történő felszólítást követően – kényszerítő eszközöket alkalmazott.” A közlemény szerint a rendőrök többször, több nyelven intéztek felhívást az ott tartózkodó újságírók felé. Az ORFK vezetése azt állította, hogy „az intézkedés jogszerű, szakszerű volt”, ezért külön nem vizsgálják ki a röszkei rendőri fellépést, hanem belső szakmai értékelést végeznek. Egy, a tömegoszlatásban jártas egykori rendőri vezető véleménye szerint viszont súlyos szakmai hibák elkövetése okozta az események eszkalálódását.

## Letartóztatások, büntetőeljárások
A helyszínen huszonkét embert állított elő a rendőrség, ebből tizenötöt tömegzavargás résztvevőjeként elkövetett tiltott határzárátlépéssel gyanúsítottak. Közülük kilenc szír és egy iraki állampolgárral szemben a Szegedi Járási és Nyomozó Ügyészség 2016. január 5-én vádat emelt. A sajtóközlemény szerint az egyik vádlott hangosbeszélővel próbálta irányítani a magyar rendőrökkel szemben fenyegetően fellépő tömeget.
2016. július elsején tíz vádlottat börtönbüntetésre és Magyarországról való kiutasításra ítélt a Szegedi Járásbíróság tömegzavargás résztvevőjeként elkövetett illegális határátlépés miatt. A Magyar Helsinki Bizottság véleménye szerint a büntetőeljárás alaptörvény-ellenes és abszurd volt. A tárgyaláson kiderült, hogy az egyik elítélt írásos vallomását a fordítás során gyakorlatilag ellentétes értelművé torzította az egyik tolmács, aki ellen ezért feljelentést tettek, majd a vizsgálat után vádat emeltek.
A Szegedi Törvényszék másodfokú tanácsa 2017. február 28-án az elsőfokú bíróság ítéletét érdemben helybenhagyta, így az jogerőre emelkedett. A tárgyaláson csak a hetedrendű vádlott jelent meg, akinek ítéletét a bíróság enyhítette. Hat vádlott menekültügyi eljárását időközben megszüntették, mert ismeretlen helyre távoztak. Ügyvédjük elmondása alapján ketten már Nyugat-Európában élnek.

### Ahmed Hamed ügye
A zavargás után három nappal később a rendőrök Győrben elfogták a zavargás egyik feltételezett irányítóját, a szíriai Ahmed Hamedet, akit az ellene folyó eljárás kezdeti szakaszában Ahmed H. néven említettek a közlemények és a sajtó.
Hamed – a rendőrség közleménye szerint – tagja a Tabligh Jamaat (Szövetség a hit terjesztésére) elnevezésű iszlám fundamentalista mozgalomnak, melyet – ismét csak a rendőrségi forrás szerint – terrorszervezetek fedőszervezetként is felhasználnak radikális személyek bizonyos országokba történő bejuttatásához. A rendőrség állításával ellentétben a Tabligh Jamaat egyetlen terrorszervezet-listán sem szerepel. Az elfogott férfinál a saját – schengeni vízummal ellátott – útlevelén kívül még nyolc, más nevére kiállított útiokmányt találtak. A Népszabadság információi szerint Hamednek Cipruson öt autója, halászhajója és vállalkozása van.
Szeptember 25-én a Készenléti Rendőrség Nemzeti Nyomozó Irodája gyanúsítottként kihallgatta, majd hivatalosan megvádolták „terrorcselekmény elkövetésének megalapozott gyanúja miatt”. Fülöp Éva, a szír férfi kirendelt ügyvédje szerint a Cipruson élő Hamed Törökországban csatlakozott a Szíriából menekülő családtagjaihoz, hogy Németországba kísérje őket. Állítása szerint békítő szándékkal közelített a rendőrsorfalhoz és csitítani akarta a hőzöngőket.
2016. január 26-án a rendőrség befejezte a nyomozást Hameddel szemben, és az ügyet vádemelési javaslattal átadta a Szegedi Járási Ügyészségnek. A férfit tömegzavargás résztvevőjeként elkövetett tiltott határzárátlépéssel és terrorcselekmény elkövetésével gyanúsították, mert a vád szerint a rendőrség kényszerítése céljából személy elleni erőszakos bűncselekményt követett el. A Szegedi Törvényszéken 2016. április 25-én kezdődött a bírósági tárgyalás. A november 30-án kihirdetett elsőfokú ítélet szerint a Hamedet mindkét vádpontban bűnösnek találták, ezért tíz év fegyházbüntetést kapott, és véglegesen kitiltották Magyarország területéről. Az Amnesty International (AI) szerint az ítélet a terrorcselekmény tényállásának téves alkalmazásáról árulkodik. A MigSzol Csoport szerint a per és az ítélet koncepciós jellegű volt.
Az amerikai külügyminisztérium december 6-án sajtóközleményben fejezte ki aggodalmát Ahmed Hamed vád alá helyezése és elítélése miatt, és sürgette a magyar állami szerveket, hogy független civil szervezeteket bevonva átlátható vizsgálatot folytasson le a röszkei eseményekről, és vizsgálja felül az elítéltek ügyeit. A magyar külügyminisztérium sajtófőnöke nyilatkozatában felháborítónak és elfogadhatatlannak nevezte, hogy az Egyesült Államok külügyminisztériuma magyar bírósági ítéleteket kommentál. Az Igazságügyi Minisztérium arra hívta fel a figyelmet, hogy Magyarországon a bíróságok függetlenek, így a kormánynak nincs és nem is lehet beleszólása a bírósági ítéletek meghozatalába, és a bírói függetlenség tiszteletben tartását elvárják a szövetséges országoktól.
Az ügyet másodfokon tárgyaló Szegedi Ítélőtábla 2017. június 15-én az elsőfokú ítéletet semmissé tette, és új eljárás indítását rendelte el. A döntést többek között az egymásnak ellentmondó tanúvallomásokkal indokolta. Az elsőfokú tárgyaláson ugyanis majdnem kizárólag csak a vádlottra nézve kedvezőtlen tanúvallomásokat fogadták el. Egyúttal arról is döntött, hogy az ügyet nem tárgyalhatja ugyanaz a tanács, ahol első fokon ítélkeztek.
2018. szeptember 20-án a Szegedi Ítélőtábla a megismételt másodfokú eljárásban immár jogerősen öt év börtönbüntetésre ítélte a vádlottat, további fellebbezésre nincs lehetőség. A bíróság elfogadta a vád álláspontját, miszerint Ahmed Hamed terrorcselekménye abban állt, hogy erőszakkal (kődobálással) próbálta a rendőrséget rávenni arra, hogy engedjék be Magyarországra a lezárt határ szerb oldalán összegyűlt tömeget, ezzel egy állami szervet próbált kényszeríteni, hogy tegyenek az akarata szerint. Védője szerint viszont ezzel a terror fogalmát egy utcai harcra bagatelizálják le, és így akár egy focimeccs után a rendőrökkel kekeckedő ultrák is elkövetik a terrorcselekményt. Az Amnesty International (AI) két nappal korábban petíciót adott át az Igazságügyi Minisztériumnak (IM), amelyben majdnem 110 ezer aláíró (163 államból) arra kéri a hatóságokat, hogy ne kezeljék az ügyet terrorcselekményként. Az IM szerint az AI ezzel nyomást próbál gyakorolni a független magyar igazságszolgáltatásra, sőt a határvédelemre is. Szerintük az AI „nyíltan a röszkei támadásban kulcsszerepet játszó terrorista kiszabadítását követeli”.

## Reakciók
Kovács Zoltán kormányszóvivő szerint „Előre megfontolt, tudatos támadás érte szerdán a röszkei közúti átkelőnél Magyarországot és a határt védő magyar rendőrséget.”
Zeid Raad al-Husszein, az ENSZ emberi jogi főbiztosa közleményében „sokkolónak nevezte azokat a képeket, melyeken látszik, ahogy gyerekeket és nőket bántalmaznak vízágyúval és könnygázzal a magyar–szerb határon.” Szijjártó Péter magyar külügyminiszter sajnálatát fejezte ki, hogy a főbiztos „egy szóval sem ítéli el azt, hogy agresszív bevándorlók hosszú időn keresztül kövekkel és betondarabokkal brutális támadást intéztek magyar rendőrök ellen.”
Aleksandar Vulin szerb szociális miniszter „a leghatározottabban tiltakozott amiatt, hogy a magyar rendőrség vízágyút vetett be az agresszívvé vált migránsok ellen a két ország közös határán.” A politikus szerint „a vízágyú hatása átért a határvonalon, ilyet egy államnak sincs joga tennie.” A magyar rendőrség a köztévében cáfolta, hogy „átértek volna a határvonalon”, azaz szerintük a vízágyú hatósugara nem ért szerb területet. Lattmann Tamás nemzetközi jogász, a Nemzeti Közszolgálati Egyetem docense szerint a magyar rendőrök jogosan használtak vízágyút és könnygázt, míg a szerb hatóságok nem látták el a feladatukat, vagyis a közrend fenntartását.
Nebojša Stefanović szerb belügyminiszter megígérte, hogy több rendőrt küldenek a határra, hogy megakadályozzák a magyar rendőrök elleni támadásokat. Hozzátette: szeretnék, ha magyar kollégáik „kevésbé agresszíven lépnének fel a migránsokkal szemben”, és szeretnék megakadályozni és elkerülni, hogy bárki is Szerbiából egy másik ország hatóságait támadja.
Gyurcsány Ferenc, a DK elnöke a zavargásért a magyar miniszterelnököt tette felelőssé:, „Azzal vádolom Orbán Viktort, hogy tudatosan megszervezte a menekültek elleni támadást. Azzal vádolom, hogy tudatosan, hazug manipulatív szándékkal harcot robbantott ki. Azzal vádolom, hogy hónapok óta erre készült, és bizonyítani akarta, hogy igenis erőszakos menekülthullámmal állunk szembe. Nemcsak erőszakot szított, hanem erőszakot szervezett.” A rendőrség ugyanis szerinte egy időre hátrébb vonta a sorfalat, kinyitotta a kaput és néhány menekültet átengedett, majd az odaérkező tömeg előtt visszazárta a kordont. Gulyás Gergely, a Fidesz frakcióvezető-helyettese így reagált: „Gyurcsány Ferencről azért rögzítsük, hogy az a volt miniszterelnök vált ilyen rendkívül érzékennyé az emberi jogokra, aki nem csupán a vízágyút és a könnygázt tartotta megengedhetőnek bevetni saját népével és polgáraival szemben, hanem még beléjük is lövetett gumilövedékkel (...) Nyilvánvaló, hogy egyébként az, amit Gyurcsány Ferenc állít, arra a válasz nem politikai, nem rendőrszakmai, hanem egyedül orvosi lehet.”